# 布倫納山口施泰納赫
布倫納山口施泰納赫是奥地利蒂罗尔州因斯布鲁克兰县的一个市镇。总面积28平方公里，总人口3359人，人口密度120.0人/平方公里（2011年）。